# Kopnięcie kolanem

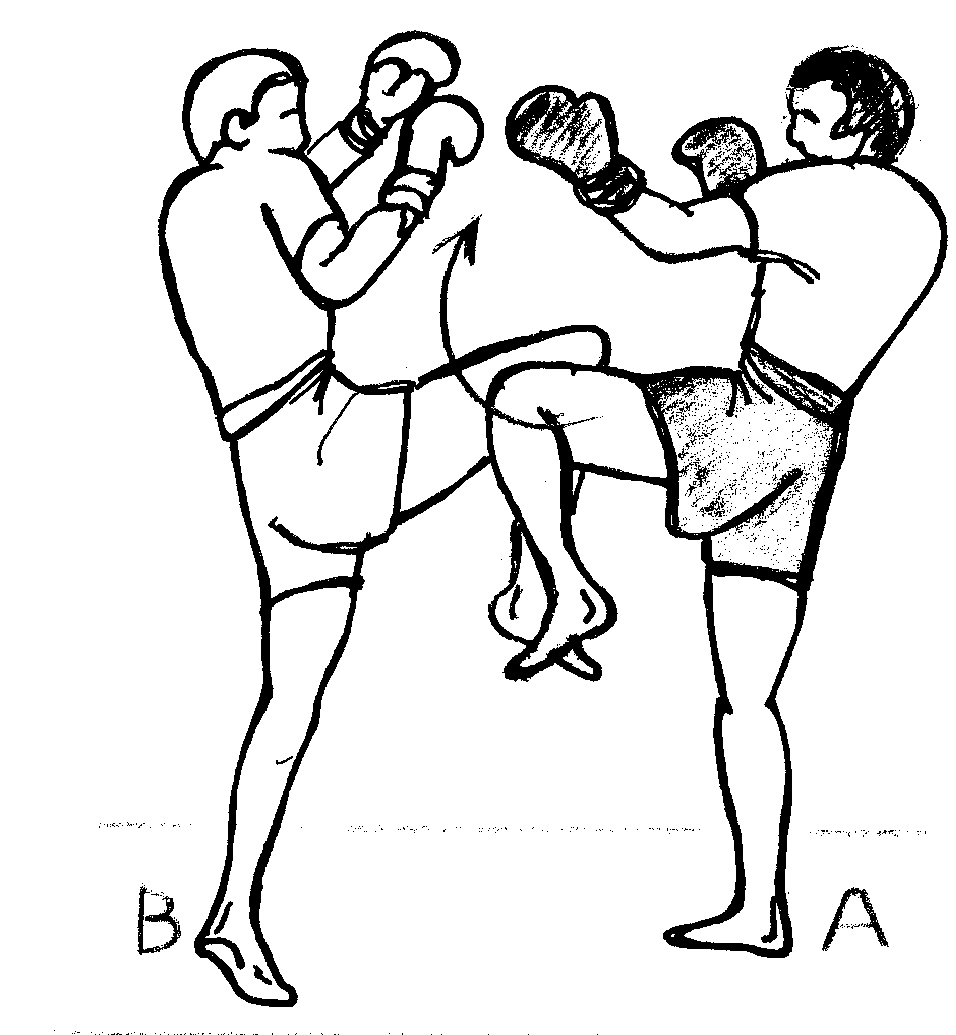

Kopnięcie kolanem (ang. knee kick, knee strike, jap. hiza-geri) – kopnięcie wykonane twardą częścią kolana. Technika występująca w wielu sztukach walki, lecz ze względów bezpieczeństwa zwykle jest zabroniona w walce sportowej. Wyjątek stanowią dyscypliny, takie jak boks tajski i rozmaite formy mieszanych sztuk walki, w których pozwala się na uderzanie kolanem w zależności od wzajemnego położenia zawodników. Kopnięcia kolanem (szczególnie w męskie genitalia) uważa się za skuteczne akcje w samoobronie.

## Rodzaje
Można wyróżnić 8 podstawowych technik kopnięcia kolanem: 
- kopnięcie proste,
- kopnięcie z boku (biodra bokiem do przeciwnika, miednica otwarta),
- kopnięcie okrężne,
- kopnięcie półokrężne idące w górę (po przekątnej),
- kopnięcie półokrężne schodzące (zanurzające się),
- kopnięcie idące w górę,
- kopnięcie po łuku wewnętrznym,
- kopnięcie po łuku zewnętrznym.

Niektóre z tych technik mogą przyjąć rozmaite typy krzywej ruchu, ustawienia biodra i być wykonane rozmaitymi powierzchniami uderzenia w różne cele. Niektóre z tych kopnięć mogą być obrotowe (ang. spinning), z wyskoku (ang. jumping), latające (ang. flying), zadane dwiema nogami (ang. double) czy kombinowane (np. kopnięcie kolanem po łuku zewnętrznym - naraz obrotowe i z wyskoku). 

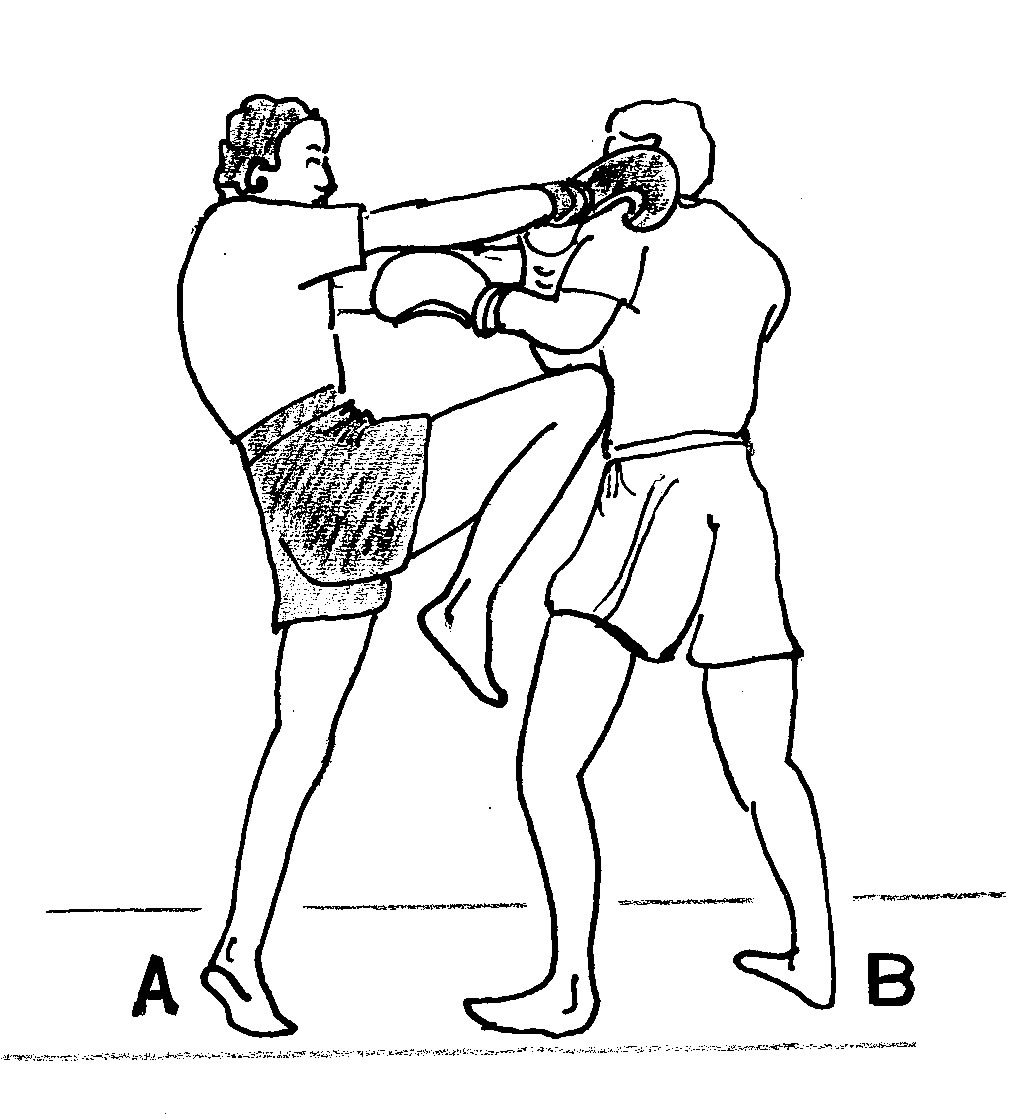
kopnięcie proste (ang. straight knee-thrust)
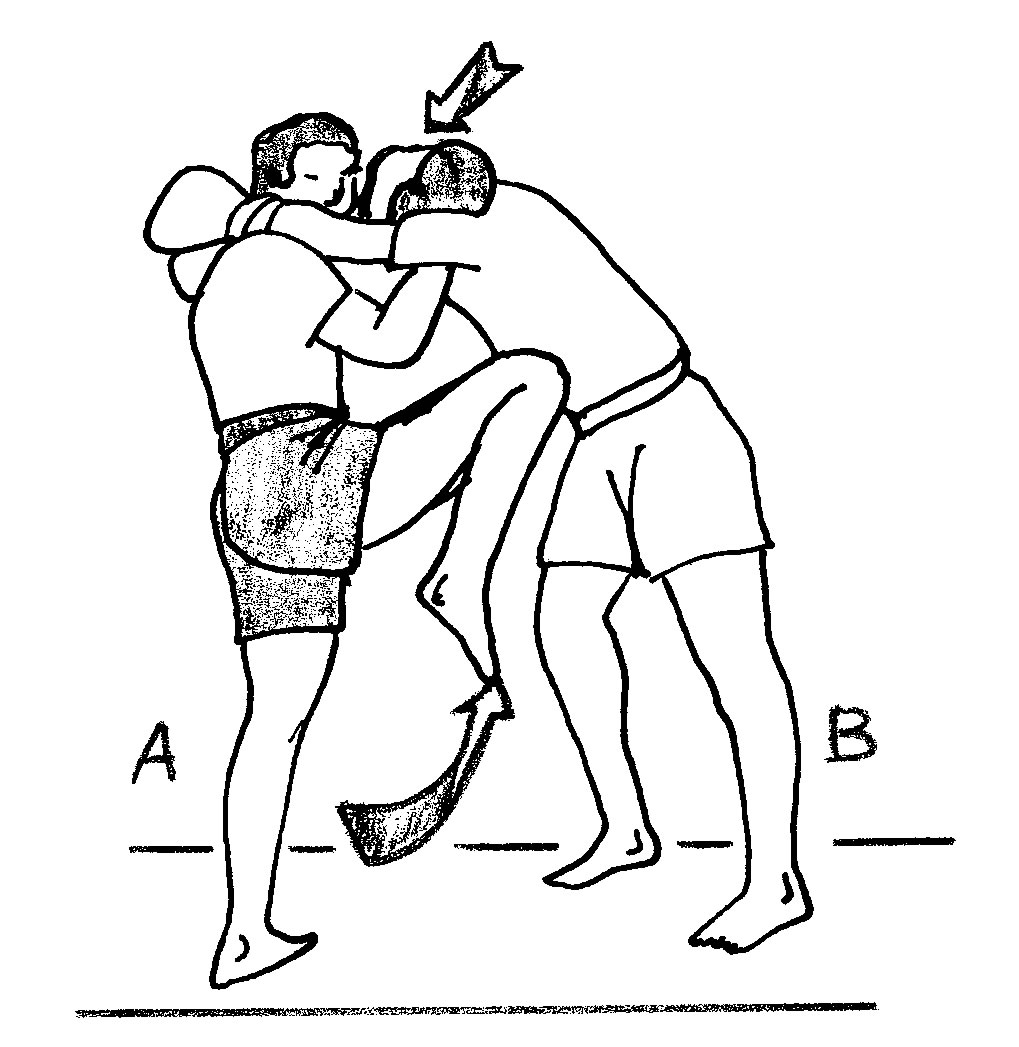
idące w górę (ang. rising knee-strike)
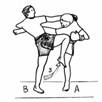
kopnięcie półokrężne (ang. long-range knee-kick)
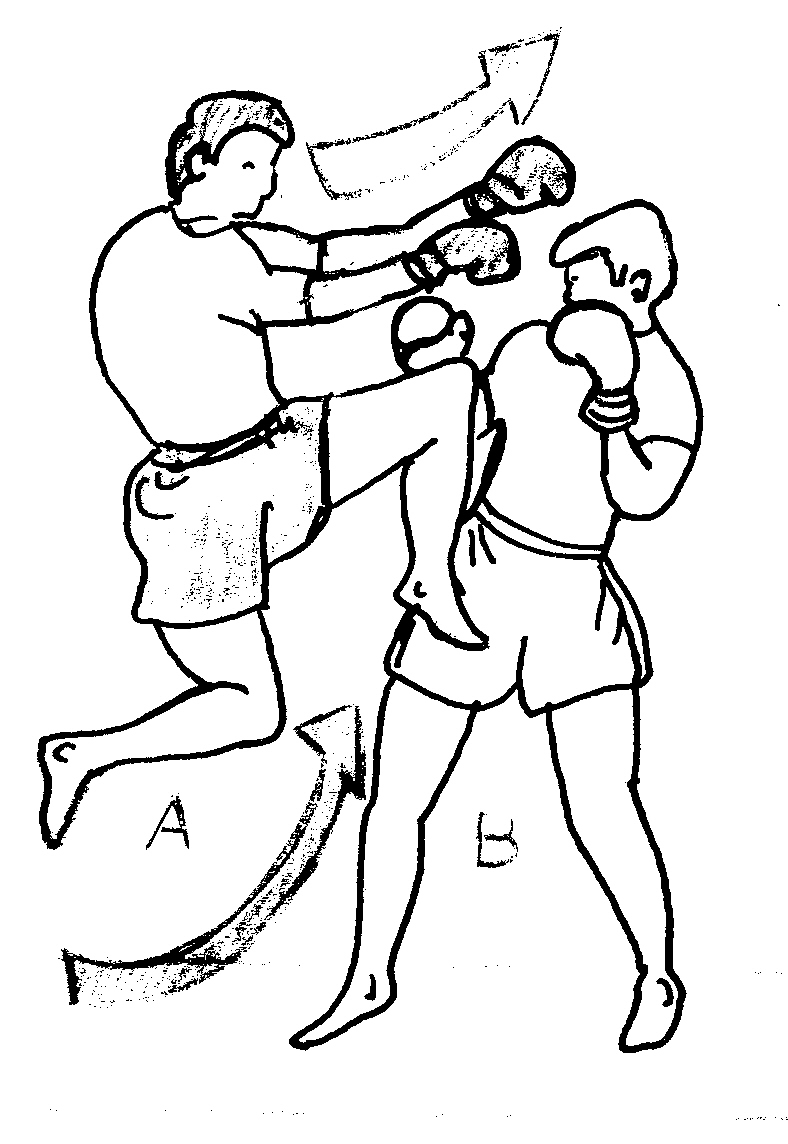
kopnięcie proste z wyskoku (ang. jumping knee-kick)